# Eugrammodes
Eugrammodes là một chi bướm đêm thuộc họ Erebidae.